# District de Mwinilunga
Le district de Mwinilunga est un district de Zambie, situé dans la Province Nord-Occidentale. Sa capitale se situe à Mwinilunga. Selon le recensement zambien de 2000, le district a une population de 117 505 personnes.